# Lastic (Puy-de-Dôme)
Lastic é uma comuna francesa na região administrativa de Auvérnia-Ródano-Alpes, no departamento de Puy-de-Dôme. Estende-se por uma área de 17,31 km². Em 2010 a comuna tinha 110 habitantes (densidade: 6,4 hab./km²).